# Ficedula buruensis
Papa-moscas-de-peito-laranja ou papa-moscas-acanelado (Ficedula buruensis) é uma espécie de ave da família Muscicapidae.
É endémica da Indonésia.
Os seus habitats naturais são: regiões subtropicais ou tropicais húmidas de alta altitude.